# 李学九
李 学九（李學九、リ・ハック、리학구）は、朝鮮民主主義人民共和国の軍人。朝鮮戦争における朝鮮人民軍の投降者としては最高位であった。

## 経歴
1920年頃、咸鏡北道明川郡に生まれる。第2次世界大戦中は国民学校の教師を務めていた。
1946年末、保安幹部第2訓練所第5連隊偵察参謀（大尉）。以後、連隊作戦課長（少佐）や軍事副連隊長（中佐）を歴任し、才能や真面目さ、端麗な風采などを買われ、民族保衛省総参謀部訓練課長に抜擢され、総佐に昇進した。
1950年6月、第2軍団が編成されると同軍団作戦部長。緒戦の春川戦闘の失敗で第13師団（師団長：崔勇進少将）参謀長に降格。
1950年9月20日、師団長と口論になり、拳銃で発砲して負傷させた。翌21日朝、米第1騎兵師団第8騎兵連隊に投降。日本で尋問を受けたのち、巨済島の捕虜収容所に収容された。帰順者としての待遇を受けられなかったため、やがて親共捕虜の指導者となり、暴動を主導することになった。
ウィリアム・F・ディーン少将と捕虜交換が行われ、北に送還されたが、1963年に自殺。

## 人物
朱栄福によれば、よく冗談を飛ばして皆を笑わせるような性格だったが、人民軍の中で革命経験のない地方出身将校で、この人ほど昇進が早く、要職に就いた軍官はいないという。勉強熱心で、軍事理論にも通暁していたので、民族保衛省内でも一目も二目も置かれる存在であった。
第13師団督戦隊長（大佐）であった姜東晧は捕虜暴動の指導者になったことについて、収容所では狂信者から背信者が危害を加えられるため、自分の身を守るために捕虜の代弁者になったに過ぎないと証言している。